# Coupe du Koweït de football
 (décembre 2024).
Si vous disposez d'ouvrages ou d'articles de référence ou si vous connaissez des sites web de qualité traitant du thème abordé ici, merci de compléter l'article en donnant les références utiles à sa vérifiabilité et en les liant à la section « Notes et références ».
La Coupe du Koweït de football (Coupe de l'Emir) a été créée en 1962.

## Palmarès
- 1962 : Al Arabi SC 7-1 Qadsia Sporting Club
- 1963 : Al Arabi SC 1-0 Koweït SC
- 1964 : Al Arabi SC 2-1 Qadsia Sporting Club
- 1965 : Qadsia Sporting Club 3-1 Al Arabi SC
- 1966 : Al Arabi SC 2-0 Al-Salmiya SC
- 1967 : Qadsia Sporting Club 4-2 Al Arabi SC
- 1968 : Qadsia Sporting Club 2-1 Al Arabi SC
- 1969 : Al Arabi SC 2-1 Koweït SC
- 1970 : Al Yarmouk 2-1 Al Arabi SC
- 1971 : Al Arabi SC 2-1 Koweït SC
- 1972 : Qadsia Sporting Club 2-1 Al Arabi SC
- 1973 : Al Yarmouk 0-0 (tab 4-2) Al-Salmiya SC
- 1974 : Qadsia Sporting Club 1-0 Al Arabi SC
- 1975 : Qadsia Sporting Club 2-1 Koweït SC
- 1976 : Koweït SC 1-0 Qadsia Sporting Club
- 1977 : Koweït SC 2-1 Qadsia Sporting Club
- 1978 : Koweït SC 4-1 Al-Salmiya SC
- 1979 : Qadsia Sporting Club 2-1 Kazma Sporting Club
- 1980 : Koweït SC 3-2 Kazma Sporting Club
- 1981 : Al Arabi SC 1-0 Koweït SC
- 1982 : Kazma Sporting Club 6-1 Koweït SC
- 1983 : Al Arabi SC 2-1 Kazma Sporting Club
- 1984 : Kazma Sporting Club 2-0 Al Tadamon Farwaniya
- 1985 : Koweït SC 2-2 (tab 4-2) Kazma Sporting Club
- 1986 : Al Fehayheel 3-0 Kazma Sporting Club
- 1987 : Koweït SC 4-2 Al Tadamon Farwaniya
- 1988 : Koweït SC 1-0 Kazma Sporting Club
- 1989 : Qadsia Sporting Club 2-1 Al Arabi SC
- 1990 : Kazma Sporting Club 1-1 (tab 4-2) Al Arabi SC
- 1991 : pas de vainqueur (Guerre du Golfe)
- 1992 : Al Arabi SC 1-1 (tab 4-1) Qadsia Sporting Club
- 1993 : Al-Salmiya SC 5-0 Al Yarmouk
- 1994 : Qadsia Sporting Club 2-0 Al Tadamon Farwaniya
- 1995 : Kazma Sporting Club 1-0 Al Arabi SC
- 1996 : Al Arabi SC 2-1 Al Jahra
- 1997 : Kazma Sporting Club 2-0 Qadsia Sporting Club
- 1998 : Kazma Sporting Club 3-1 Al Arabi SC
- 1999 : Al Arabi SC 2-1 Al Sahel Sporting Club
- 2000 : Al Arabi SC 2-1 beo Al Tadamon Farwaniya
- 2001 : Al-Salmiya SC 3-1 Kazma Sporting Club
- 2002 : Koweït SC 1-0 Al Jahra
- 2003 : Qadsia Sporting Club 2-2 (tab 4-1) Al-Salmiya SC
- 2004 : Qadsia Sporting Club 2-0 Koweït SC
- 2005 : Al Arabi SC 1-1 (tab 6-5) Kazma Sporting Club
- 2006 : Al Arabi SC 2-0 Qadsia Sporting Club
- 2007 : Qadsia Sporting Club 5-0 Al-Salmiya SC
- 2008 : Al Arabi SC 2-1 Al-Salmiya SC
- 2009 : Koweït SC 2-1 Al Arabi SC
- 2010 : Qadsia Sporting Club 0-0 (tab 4-1) Koweït SC
- 2011 : Kazma Sporting Club 1-0 Koweït SC
- 2012 : Qadsia Sporting Club 1-0 Kazma Sporting Club
- 2013 : Qadsia Sporting Club 1-0 Al Jahra
- 2014 : Koweït SC 1-1 (tab 4-3) Qadsia Sporting Club
- 2015 : Qadsia Sporting Club 1-0 Al-Salmiya SC
- 2016 : Koweït SC 3-1 Al Arabi SC
- 2017 : Koweït SC 4-2 Kazma Sporting Club
- 2018 : Koweït SC 3-0 Al Arabi SC
- 2019 : Koweït SC 2-0 Qadsia Sporting Club
- 2020 : Al Arabi SC 2-1 ap Koweït SC
- 2021 : Koweït SC 1-0 Qadsia Sporting Club
- 2022 : Kazma Sporting Club 2-1 Al-Salmiya SC
- 2023 : Koweït SC 3-0 ap Kazma Sporting Club
- 2024 : Qadsia Sporting Club 1-0 Al-Salmiya SC

## Nombres de titres par club
| Club                 | Nombres de Coupes du Koweït |
| -------------------- | --------------------------- |
| Qadsia Sporting Club | 17                          |
| Al Arabi SC          | 16                          |
| Koweït SC            | 16                          |
| Kazma Sporting Club  | 8                           |
| Al-Salmiya SC        | 2                           |
| Al Yarmouk           | 2                           |
| Al Fehayheel         | 1                           |